# Zygmunt Leśnodorski
Zygmunt Leśnodorski (ur. 15 lutego 1907 w Tarnowie, zm. 2 lipca 1953 w Krakowie) – polski nauczyciel, literat, krytyk i historyk literatury, teatrolog, publicysta, taternik.

## Życiorys
Był synem Gustawa (profesor gimnazjalny) i Marii z domu Owińskiej, bratem Bogusława (historyk).
Ukończył studia polonistyczne na Uniwersytecie Jagiellońskim, uzyskując tytuł doktora. Pełnił stanowisko kierownika literackiego Państwowych Teatrów Dramatycznych w Krakowie w latach 1948–1953 oraz kierownika działu artystycznego w Rozgłośni Krakowskiej Polskiego Radia. Dokonał adaptacji teatralnej powieści Lalka autorstwa Bolesława Prusa, wystawionej w 1952.
Został pochowany w grobowcu rodzinnym na cmentarzu Rakowickim w Krakowie (kwatera XXVIIIa, rząd południowy).
Jego żoną była Aleksandra Leśnodorska, bibliotekarka i nauczycielka.

## Twórczość
- Wspomnienia i zapiski (1959)
- Wśród ludzi mojego miasta. Wspomnienia i zapiski (1959)
- Wśród ludzi mojego miasta. Wspomnień i zapisek. Część druga (1963)

## Odznaczenia
- Krzyż Kawalerski Orderu Odrodzenia Polski – pośmiertnie (3 lipca 1953, za zasługi w dziedzinie kultury)[2]
- Złoty Krzyż Zasługi (21 września 1950, za zasługi w pracy zawodowej)[3]